# Pallacanestro femminile ai VII Giochi panamericani
Il Campionato femminile di pallacanestro ai VII Giochi panamericani si è svolto dal 13 al 25 ottobre 1975 a Città del Messico, in Messico, durante i VII Giochi panamericani. La vittoria finale è andata alla nazionale statunitense.

## Squadre partecipanti
- Brasile
- Canada
- Colombia
- Cuba
- El Salvador
- Messico
- Rep. Dominicana
- Stati Uniti

## Girone unico
| Squadra         | G | V | P | PF  | PS  | DP   |
| --------------- | - | - | - | --- | --- | ---- |
| Stati Uniti     | 7 | 7 | 0 | 607 | 366 | +241 |
| Messico         | 7 | 6 | 1 | 569 | 455 | +114 |
| Cuba            | 7 | 5 | 2 | 576 | 388 | +188 |
| Brasile         | 7 | 4 | 3 | 517 | 436 | +81  |
| Canada          | 7 | 3 | 4 | 520 | 453 | +67  |
| Colombia        | 7 | 2 | 5 | 450 | 522 | -72  |
| Rep. Dominicana | 7 | 1 | 6 | 403 | 613 | -210 |
| El Salvador     | 7 | 0 | 7 | 291 | 700 | -409 |

## Risultati
| Città del Messico 13 ottobre 1975, ore 15:00 | Canada | 115 – 50 (55-33) | Rep. Dominicana |  |

| Città del Messico 13 ottobre 1975 | Messico | 88 – 54 (39-28) | Colombia |  |

| Città del Messico 14 ottobre 1975 | Canada | 68 – 58 (35-35) | Colombia |  |

| Città del Messico 14 ottobre 1975 | Cuba | 111 – 29 (57-17) | El Salvador |  |

| Città del Messico 14 ottobre 1975 | Messico | 64 – 60 (27-29) | Brasile |  |

| Città del Messico 15 ottobre 1975, ore 15:00 | Brasile | 74 – 54 (35-29) | Canada |  |

| Città del Messico 15 ottobre 1975, ore 23:00 | Stati Uniti | 99 – 65 (45-36) | Messico |  |

| Città del Messico 16 ottobre 1975, ore 11:00 | Colombia | 96 – 59 (61-23) | El Salvador |  |

| Città del Messico 16 ottobre 1975, ore 17:00 | Cuba | 85 – 40 (37-22) | Rep. Dominicana |  |

| Città del Messico 17 ottobre 1975, ore 11:00 | Brasile | 94 – 27 (48-12) | El Salvador |  |

| Città del Messico 17 ottobre 1975, ore 13:00 | Cuba | 85 – 51 (45-37) | Colombia |  |

| Città del Messico 17 ottobre 1975, ore 19:00 | Stati Uniti | 75 – 56 | Canada |  |

| Città del Messico 18 ottobre 1975, ore 11:00 | Colombia | 78 – 75 (43-28) | Rep. Dominicana |  |

| Città del Messico 18 ottobre 1975, ore 19:00 | Cuba | 86 – 65 | Brasile |  |

| Città del Messico 19 ottobre 1975, ore 13:00 | Stati Uniti | 116 – 28 (66-18) | El Salvador |  |

| Città del Messico 19 ottobre 1975, ore 15:00 | Brasile | 93 – 66 (47-25) | Rep. Dominicana |  |
| \| \| \| \| \| Laís 16 \| Punti \| \|        |         |                 |                 |  |
|                                              |         |                 |                 |  |
| Laís 16                                      | Punti   |                 |                 |  |

| Città del Messico 20 ottobre 1975 | Messico | 78 – 74 | Canada |  |

| Città del Messico 20 ottobre 1975 | Stati Uniti | 70 – 64 | Cuba |  |

| Città del Messico 21 ottobre 1975 | Brasile | 76 – 65 | Colombia |  |

| Città del Messico 21 ottobre 1975 | Stati Uniti | 99 – 50 | Rep. Dominicana |  |

| Città del Messico 21 ottobre 1975 | Messico | 113 – 54 | El Salvador |  |

| Città del Messico 22 ottobre 1975, ore 13:00 | Stati Uniti | 74 – 48 (49-29) | Colombia |  |

| Città del Messico 22 ottobre 1975, ore 15:00 | Canada | 95 – 40 | El Salvador |  |

| Città del Messico 23 ottobre 1975 | Rep. Dominicana | 75 – 54 (32-33) | El Salvador |  |

| Città del Messico 23 ottobre 1975 | Messico | 72 – 70 (34-39) | Cuba |  |

| Città del Messico 24 ottobre 1975 | Messico | 89 – 47 (48-24) | Rep. Dominicana |  |

| Città del Messico 24 ottobre 1975 | Stati Uniti | 75 – 55 | Brasile |  |

| Città del Messico 25 ottobre 1975 | Cuba | 78 – 61 (41-37) | Canada |  |

## Classifica finale
| Pos. | Squadra         | Formazione |
| ---- | --------------- | --- |
|      | Stati Uniti     | Stati Uniti4 Bush, 5 Dunkle, 6 Easterling, 7 Harris, 8 Head, 9 Lewis, 10 Lieberman, 11 Meyers, 12 O'Connor, 13 Rapp, 14 Rojcewicz, 15 Simpson, All. Cathy Rush        |
|      | Messico         | Messico4 Betancourt, 5 Alcaraz, 6 Nava, 7 González, 8 S. Morfín, 9 G. Morfín, 10 S. Córdoba, 11 Ramírez, 12 Cuevas, 13 Saavedra, 15 Valdez, All. Constancio Córdoba   |
|      | Cuba            | Cuba4 Álvarez, 5 González, 6 Linares, 7 Bécquer, 8 Borrero, 9 Reynoso, 10 Charro, 11 Caballero, 12 de la Paz, 13 V. Pérez, 14 Skeet, 15 Salmón, All. Manuel Pérez     |
| 4.   | Brasile         | Brasile4 Laís Elena, 5 Thelma, 6 Odila, 7 Cristina, 8 Nilza, 9 Arilza, 10 Norminha, 11 Maria Tereza, 12 Vânia, 13 Suzete, 14 Delcy, 15 Regina, All. Waldir Pagan      |
| 5.   | Canada          | Canada4 Douthwright, 5 Sargent, 6 Critelli, 7 Silcott, 8 Bland, 9 Dufresne, 10 Strike, 11 Sweeney, 12 Turney, 13 Tatham, 14 Johnson, 15 Barnes, All. Brian Heaney     |
| 6.   | Colombia        | Colombia4 León, 5 Duarte, 6 Torres, 7 Nieto, 8 Vásquez, 9 Martí, 10 Moreno, 11 Velandia, 12 Gómez, 13 Urdanivia, 14 Astorquiza, 15 Pizarro, All. Alfredo Antolínez    |
| 7.   | Rep. Dominicana | Rep. Dominicana4 Uribe, 5 Astacio, 6 Ruiz, 7 Núñez, 8 Reyes, 9 Guerrero, 10 Lebrón, 11 Joaquín, 13 Espinal, 14 Coplind, All. Mayobanex Mueses                         |
| 8.   | El Salvador     | El Salvador4 Comandari, 5 Zabla, 6 Gladys, 7 Mir. Osegueda, 8 Mic. Osegueda, 9 Gómez, 10 Dueñas, 11 Gálvez, 12 Calderón, 13 O. Salazar, 14 Tovar, All. Rafael Salazar |